# Richard Wartmann
Richard Wartmann (20 febbraio 1998) è un giocatore di football americano svizzero, che gioca come quarterback per gli Helvetic Mercenaries e per la nazionale svizzera.
Dopo aver giocato per le giovanili e la prima squadra dei Winterthur Warriors, si è trasferito nel 2023 agli Helvetic Guards (divenuti nel 2024 Mercenaries).